# Auguste-René-Marie Dubourg
Auguste-René-Marie Dubourg (30 de setembro de 1842-22 de setembro de 1921) foi um cardeal francês da Igreja Católica Romana . Ele serviu como arcebispo de Rennes de 1906 até sua morte, e foi elevado ao cardinalato em 1916.

## Biografia
Auguste Dubourg nasceu em Loguivy-Plougras, e estudou no seminário de Saint-Brieuc antes de ser ordenado ao sacerdócio em 22 de dezembro de 1866. Ele, então, ensinou no Seminário Menor de Saint-Brieuc, e serviu como secretário dos cúria episcopal, vigário geral e vigário capitular de Saint-Brieuc.
Em 19 de janeiro de 1893, Dubourg foi nomeado bispo de Moulins pelo Papa Leão XIII. Ele recebeu sua consagração episcopal no dia 16 de abril seguinte do Bispo Pierre-Marie-Frédéric Fallières, com os Bispos François-Marie Trégaro e Etienne-Marie Potron, OFM, servindo como co-consecrators, na Catedral de Saint-Brieuc .
Dubourg foi posteriormente promovido a Arcebispo de Rennes em 6 de agosto de 1906. O Papa Bento XV o criou como Cardeal Sacerdote de Santa Balbina no consistório de 4 de dezembro de 1916.
O Cardeal morreu em Rennes, aos 79 anos. Ele está enterrado na catedral metropolitana de Rennes .